# Histoire d'un meurtre
Histoire d'un meurtre (titre original : Once You Kiss a Stranger...) est un film américain réalisé par Robert Sparr, sorti en 1969.
Il adapte une nouvelle fois à l'écran le roman de Patricia Highsmith L'Inconnu du nord-express et est donc un remake du film homonyme d'Alfred Hitchcock.

## Fiche technique
- Titre : Histoire d'un meurtre
- Titre original : Once You Kiss a Stranger...
- Réalisateur : Robert Sparr
- Scénario : Norman Katkov, Frank Tarloff d'après le roman L'Inconnu du Nord-Express (Strangers on a Train) de Patricia Highsmith (non crédité)
- Musique : Jimmie Fagas
- Monteuse : Marjorie Fowler
- Producteur : Harold A. Goldstein
- Société de production : Warner Brothers/Seven Arts
- Durée : 106 minutes
- Genre : Thriller
- Dates de sortie : 
  - États-Unis : 12 novembre 1969
  - France : 20 mai 1970
- Affiche : Raymond Elseviers (Belgique)

## Distribution
- Paul Burke : Jerry
- Carol Lynley : Diana
- Martha Hyer : Lee
- Peter Lind Hayes : Pete
- Philip Carey : Mike
- Stephen McNally : Lieutenant Gavin
- Whit Bissell : Dr Haggis
- Elaine Devry : Sharon
- Kathryn Givney : Tante Margaret
- Jim Raymond : Johnny Parker
- George Fenneman : L'annonceur
- Orville Sherman : Raymond
- Maura McGiveney : Harriet Parker
- Ann Doran : Mère de Lee